# Ersträsket (Piteå socken, Norrbotten, 728277-172172)
Ersträsket är en sjö i Piteå kommun i Norrbotten och ingår i Piteälvens huvudavrinningsområde. Sjön har en area på 0,492 kvadratkilometer och ligger 194,4 meter över havet.

## Delavrinningsområde
Ersträsket ingår i det delavrinningsområde (728220-171967) som SMHI kallar för Utloppet av Bastaträsket. Medelhöjden är 242 meter över havet och ytan är 30,5 kvadratkilometer. Det finns inga avrinningsområden uppströms utan avrinningsområdet är högsta punkten. Borgforsälven som avvattnar avrinningsområdet har biflödesordning 2, vilket innebär att vattnet flödar genom totalt 2 vattendrag innan det når havet efter 66 kilometer. Avrinningsområdet består mestadels av skog (70 procent). Avrinningsområdet har 2,16 kvadratkilometer vattenytor vilket ger det en sjöprocent på 7,1 procent.